# Volvo Snabbe
Volvo Snabbe і Trygge — серія легких вантажівок, що випускалися шведським автовиробником Volvo між 1956 і 1975 роками.

## Volvo L420 Snabbe
Volvo представила свою першу вантажівку з переднім управлінням L420 Snabbe («Швидкий») наприкінці 1956 року. Він мав корисне навантаження прибл. 3 тонни. Двигун V8 вантажівки був розроблений Volvo для запланованого розкішного автомобіля під назвою Volvo Philip на початку 1950-х років.
Двигун V8 у легкому автомобілі означав вражаючу продуктивність для вантажівки. Недоліком була жахлива витрата палива, і з 1964 року Snabbe пропонували з дизельним двигуном як альтернативу.

## Volvo L430 Trygge
На початку 1957 року програма була доповнена більшим L430 Trygge («Безпечний»). Завдяки міцнішому шасі та підвісці корисне навантаження було збільшено приблизно до. 5 тонн. З 1963 року Trygge пропонувався з більш економічним дизельним двигуном як альтернатива. Оскільки у Volvo не було ресурсів для розробки власного двигуна, вони вирішили придбати відповідний тракторний двигун у Ford. З лише 65 bhp продуктивність була досить приземленою.

## Volvo F82/F83
Volvo представила свою «Систему 8» у 1965 році. Зміни для найменших вантажівок були обмежені новими назвами. Snabbe став F82, а Trygge став F83. Виробництво двигуна B36 V8 припинилося в 1966 році, і таким чином зникла остання вантажівка Volvo з бензиновим двигуном. У 1967 році компанія Volvo замінила дизель Ford на більш потужний двигун від Perkins Engines.
У 1972 році відбулася остання модернізація модельного ряду. Двигун був перенесений вперед у шасі, щоб забезпечити більше простору всередині кабіни. Основною зміною екстер'єру стала нова решітка радіатора з чорного пластику. Вантажівки тепер називалися F82S і F83S відповідно.